# Stone Gon'
Stone Gon' is een zeer succesvol soulalbum van Barry White uit 1973. Het gehele album handelt over Whites favoriete hobby, de liefde.
Het album behaalde de eerste plaats in de "Billboard Black Album chart" ("Top R&B / Hip-Hop Albums chart") en de twintigste plaats in de "Billboard Pop Album chart".
Alle nummers werden door White zelf gecomponeerd. Het nummer Never, never gonna give ya up werd een stereotiepe klassieker voor sensuele muziek en behaalde de negende plaats in de Nederlandse Top 40.

## Tracklist
1. Girl It's True, Yes I'll Always Love You
2. Honey Please, Can't Ya See
3. You're My Baby
4. Hard to Believe That I Found You
5. Never, never gonna give ya up